# Карабатич, Никола
Никола Карабатич (сербохорв. Никола Карабатић / Nikola Karabatić; род. 11 апреля 1984, Ниш) — французский гандболист сербско-хорватского происхождения. Трёхратный олимпийский чемпион (2008, 2012, 2020), четырёхкратный чемпион мира и трёхкратный чемпион Европы, лучший гандболист мира 2007, 2014 и 2016 годов, лучший спортсмен Франции 2011 года по версии L’Équipe. Второй бомбардир в истории сборной Франции после Жерома Фернандеса. Единственный гандболист в истории, выступавший на 6 Олимпиадах.

## Биография
Никола Карабатич родился в городе Ниш в семье хорватского гандболиста Бранко Карабатича и сербки Радмилы. Когда Николе было три года, его отца пригласили на тренерскую работу в клуб из Страсбурга и семья оказалась во Франции.
Никола Карабатич начинал заниматься гандболом в городе Кольмар, с 1992 года выступал под руководством своего отца в молодёжной команде «То» из Фронтиньяна, а оттуда в 2000 году был приглашён в главный клуб региона Лангедок — Руссильон и один из сильнейших клубов Франции — «Монпелье».
Сезон-2001/02 годов стал первым сезоном Николы Карабатича как профессионального гандболиста. В 17-летнем возрасте он впервые стал чемпионом Франции. 2 ноября 2002 года в матче Кубка мира Франция — Россия дебютировал в национальной сборной. В 2003 году наряду с выигрышем обоих национальных титулов, стал в составе «Монпелье» победителем Лиги чемпионов.
Выиграв ещё два чемпионата Франции, Никола Карабатич перебрался в Германию, где продолжил свою впечатляющую серию — в каждом из четырёх сезонов в составе «Киля» он становился чемпионом бундеслиги, а в 2007 году, когда «зебры», обыграв в финале Лиги чемпионов своих извечных соперников из «Фленсбурга», впервые в истории завоевали титул сильнейшего клуба Европы, Карабатич был лучшим бомбардиром Лиги (89 мячей).

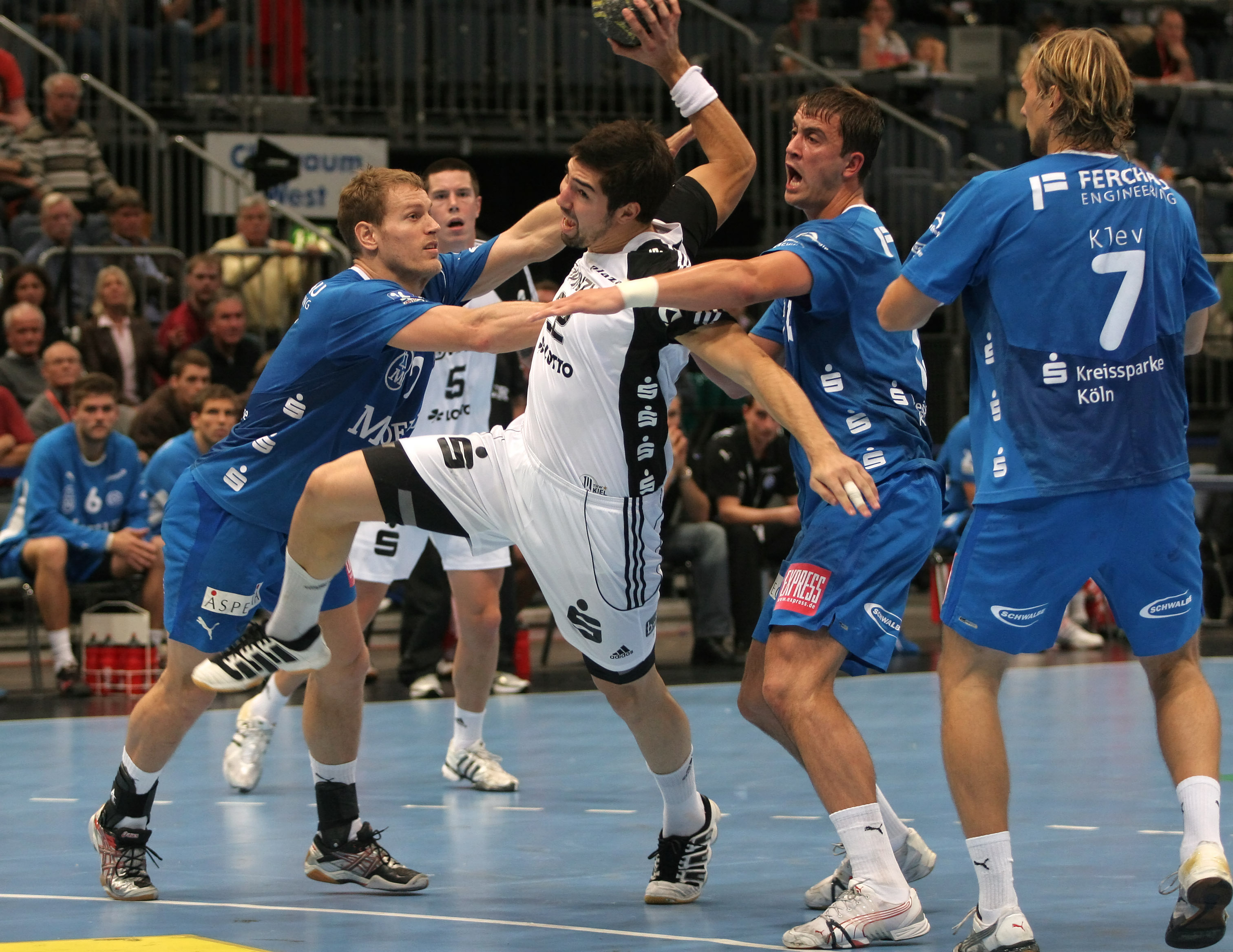
Игроки «Гуммерсбаха» пытаются прервать атаку лидера «Киля» Николы Карабатича

В 2007 году Никола Карабатич признан Международной гандбольной федерацией лучшим игроком мира. К этому времени он уже выиграл со сборной две бронзовые медали чемпионатов мира и «золото» чемпионата Европы 2006 года. На континентальном первенстве-2008 разделил с датчанином Ларсом Кристиансеном и хорватом Ивано Баличем звание лучшего бомбардира и был удостоен приза самому ценному игроку. В том же году Никола Карабатич выиграл Олимпийские игры в Пекине (эта Олимпиада была второй в его карьере), забив 8 голов в финальном матче против Исландии. После Олимпиады стал играть в центре французской защиты и в 2009—2010 годах выиграл ещё два подряд крупнейших международных турнира — чемпионат мира в Хорватии и чемпионат Европы в Австрии.
В 2009 году Карабатич прервал действовавший до 2012 года контракт с «Килем» и вернулся в «Монпелье» (сумма трансфера составила €1,5 млн). Одним из мотивов такого решения было то, что в этом клубе играет брат Николы Лука, а отец спортсменов Бранко Карабатич входит в тренерский штаб команды.
В январе 2011 года Никола Карабатич в составе сборной Франции во второй раз в карьере стал чемпионом мира и был признан самым ценным игроком чемпионата. В августе 2012 года на Олимпийских играх в Лондоне завоевал вторую золотую олимпийскую медаль. В январе 2013 года Карабатич в составе сборной Франции принял участие в чемпионате мира в Испании. Однако повторить успех последних двух чемпионатов французы не смогли. В четвертьфинале турнира сборная Франции уступила более молодой и быстрой сборной Хорватии 22:30 и заняла на турнире 6-е место.
30 сентября 2012 года Никола Карабатич и ещё семь игроков «Монпелье» были задержаны французской полицией по подозрению в мошенничестве, связанном с договорным характером матча чемпионата Франции между «Монпелье» и «Сессон-Ренном», сыгранном 12 мая 2012 года, и получении выгоды игроками «Монпелье» и их родственниками от ставок на тотализаторе на поражение своей команды. Через два дня гандболисты были выпущены на свободу под подписку о невыезде. 31 января 2013 года Карабатич расторг контракт с «Монпелье» и остаток сезона провёл в скромном клубе «Пэй д’Экс». В июне 2013 года подписал четырёхлетний контракт с испанской «Барселоной».
В январе 2014 года Никола Карабатич в третий раз выиграл золотую медаль чемпионата Европы и был награждён призом самому ценному игроку турнира. В 2015 и 2017 годах Николе Карабатичу снова удалось выиграть чемпионаты мира, а вот на Олимпийских играх в Рио-де-Жанейро его команда в финале потерпела поражение от Дании.
Всего в составе сборной Франции Карабатич провёл 362 матча, в которых забил 1302 мяча (3,60 в среднем за матч). По голам уступает только Жерому Фернандесу (1463), по матчам занимает 4-е место.
Завершил карьеру после Олимпийских игр 2024 года в Париже, где сборная Франции проиграла в 1/4 финала команде Германии. Никола Карабатич стал первым в истории гандболистом, сыгравшим на 6 Олимпийских играх.

## Достижения

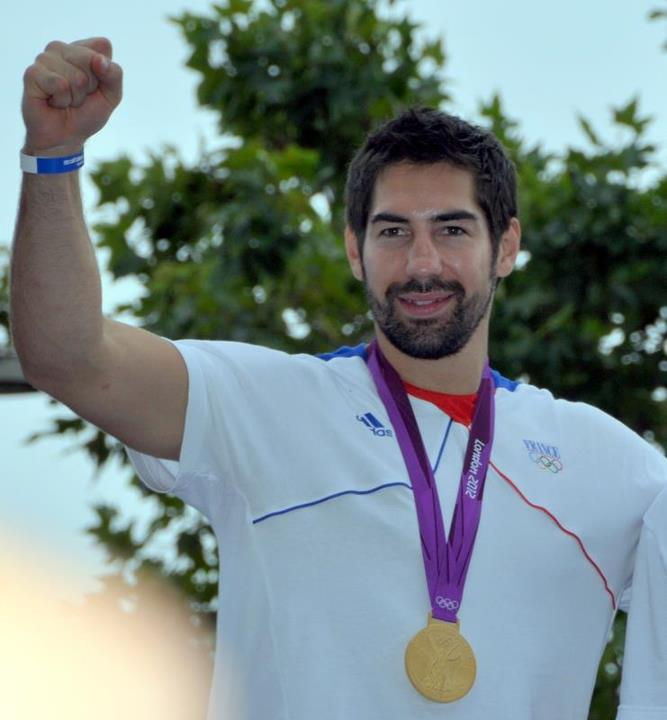
Никола Карабатич с золотой медалью чемпиона Олимпийских игр в Лондоне

### Со сборной Франции
- 3-кратный олимпийский чемпион (2008, 2012, 2020), серебряный призёр Олимпийских игр (2016).
- 4-кратный чемпион мира (2009, 2011, 2015, 2017), бронзовый призёр чемпионатов мира (2003, 2005, 2019).
- 3-кратный чемпион Европы (2006, 2010, 2014), бронзовый призёр чемпионата Европы (2008, 2018).

### В клубной карьере
- 3-кратный победитель Лиги чемпионов (2002/03, 2006/07, 2014/15), финалист Лиги чемпионов (2007/08, 2008/09, 2016/17).
- Обладатель Суперкубка Европы — Трофея чемпионов (2007).
- 2-кратный победитель клубного чемпионата мира (2013, 2014).
- 14-кратный чемпион Франции (2001/02—2004/05, 2009/10—2011/12, 2015/16—2022/23).
- 9-кратный обладатель Кубка Франции (2000/01—2002/03, 2004/05, 2009/10, 2011/12, 2017/18, 2020/21, 2021/22).
- 7-кратный обладатель Кубка французской лиги (2004, 2005, 2010—2012, 2017, 2018).
- 4-кратный обладатель Суперкубка Франции (2010, 2011, 2015, 2016).
- 4-кратный чемпион Германии (2005/06—2008/09).
- 3-кратный обладатель Кубка Германии (2006/07—2008/09).
- 3-кратный обладатель Суперкубка Германии (2005, 2007, 2008).
- 2-кратный чемпион Испании (2013/14, 2014/15).
- Обладатель Кубка короля Испании (2013/14).
- 2-кратный Обладатель Кубка ASOBAL (2013, 2014).
- 2-кратный обладатель Суперкубка Испании (2013, 2014).

### Личные
- Игрок года по версии Международной гандбольной федерации (2007, 2014, 2016).
- Лучший разыгрывающий олимпийского турнира (2012, 2016).
- MVP чемпионатов мира (2011, 2017).
- Лучший левый полусредний чемпионата мира (2007).
- Лучший разыгрывающий чемпионатов мира (2009, 2015).
- MVP чемпионатов Европы (2008, 2014).
- Лучший бомбардир чемпионата Европы (2008).
- Лучший левый полусредний чемпионата Европы (2004).
- Лучший разыгрывающий чемпионата Европы (2010).
- Лучший левый полусредний чемпионатов Франции (2003/04, 2004/05).
- Лучший левый полусредний чемпионатов Германии (2005/06, 2006/07), MVP чемпионата Германии (2007/08).
- Лучший разыгрывающий чемпионатов Франции (2009/10, 2015/16, 2016/17).
- Лучший бомбардир Лиги чемпионов (2006/07).

## Награды
- Кавалер ордена Почётного легиона (2008)[11]